# White Noise (2005)
White Noise is een bovennatuurlijke thriller/horrorfilm uit 2005 van regisseur Geoffrey Sax. Deze werd in 2007 opgevolgd door White Noise 2: The Light.

## Verhaal
Jonathan Rivers (Michael Keaton) vrouw  Anna (Chandra West) rijdt met haar auto van een klif, maar haar lichaam is nergens te vinden. Weken zonder bericht gaan voorbij en Rivers bemerkt dat hij gevolgd wordt door een man. Wanneer hij deze aanspreekt, stelt die zich voor als Raymond Price (Ian McNeice), een paranormaal medium. Hij beweert dat Rivers' vrouw overleden is en dat hij contact heeft gehad met haar vanuit het hiernamaals. Rivers loopt weg en roept Price kwaad na dat hij een charlatan is en hem met rust moet laten.
In de weken daarna maakt Rivers vreemde dingen mee. Op verschillende apparatuur komen 'boodschappen' binnen die bestaan uit ruis, maar telkens met als afzender Anna. Inclusief op Anna's eigen telefoon. Rivers zoekt het kaartje op dat hij van Price kreeg en belt hem op. Deze laat hem kennismaken met electronic voice phenomena (bandstemmen). Er steeds meer van overtuigd dat hij langs deze weg zijn vrouw kan bereiken in het hiernamaals, gaat Price ermee aan de slag en lijkt succesvol. Zijn vrouw blijkt alleen niet de enige entiteit die Rivers bereikt.

## Rolverdeling
- Michael Keaton - Jonathan Rivers
- Chandra West - Anna Rivers
- Deborah Kara Unger - Sarah Tate
- Ian McNeice - Raymond Price
- Sarah Strange - Jane
- Nicholas Elia - Mike Rivers
- Mike Dopud - Detective Smits
- Amber Rothwell - Susie Tomlinson
- Suzanne Ristic - Mary Freeman
- Keegan Connor Tracy - Mirabelle Keegan
- Miranda Frigon - Carol Black

## Trivia
- White Noise won het Golden Fleece bij de Golden Trailer Award (VS).
- Actrices West en Deborah Kara Unger speelden eerder samen in The Salton Sea (2002).